# H-1 (moteur-fusée)
Le H-1 est un moteur-fusée de 900 kN (91 tonnes) de poussée, développé à la fin des années 1950 par le motoriste américain Rocketdyne. Brûlant un mélange de RP-1 (un type de kérosène très raffiné) et d'oxygène liquide, il a été utilisé sur le premier étage des fusées Saturn I et Saturn IB, sur lesquelles étaient installés huit moteurs de ce type pour propulser une masse d'environ 600 tonnes pour le lanceur le plus lourd.

## Historique
Lorsque les premiers plans de la fusée Saturn sont dressés, en 1957, Heinz-Hermann Koelle, son concepteur, décide de la propulser avec quatre moteurs-fusées E-1 (en). Ce moteur de 188 tonnes de poussée était en cours de développement pour le missile balistique Titan, et il s'agissait à l'époque du moteur le plus puissant disponible. Mais le moteur n'étant pas prêt avant 1960, il fut décidé en 1958 de le remplacer par une évolution d'un moteur existant, le Rocketdyne S-3D, mis en œuvre sur les missiles balistiques Thor et Jupiter, et dont la poussée serait faiblement augmentée.

## Description
Comme tous les moteurs de Rocketdyne de cette époque, le H-1 utilise un injecteur en « pomme de douche » alimenté par des turbopompes et refroidi par un circuit d'oxygène liquide. Le H-1 ne pouvait pas être redémarré, contrairement au J-2 utilisé sur le deuxième étage de la Saturn IB. Le démarrage se faisait grâce à une cartouche de propergol solide, qui mettait en mouvement une turbine entraînant les pompes amenant les ergols à la chambre de combustion.
|                                        | Utilisation du moteur  |             |
| du vol SA-201 à SA-205                 | Vol SA-206 et suivants |             |
| Poussée (niveau de la mer)             | 890 kN (89 t.)         | 910 kN      |
| Durée de fonctionnement                | 155 s                  | 155 s       |
| Impulsion spécifique                   | 289 s                  | 289 s       |
| Poids à sec                            | 830 kg                 | 1 000 kg    |
| Ratio diamètre col/sortie de tuyère    | 8:1                    | 8:1         |
| Ergols                                 | LOX & RP-1             | LOX et RP-1 |
| Rapport de mélange                     | 2,23 ± 2 %             | 2,23 ± 2 %  |
| Débit du carburant                     | (132 litres/s)         |             |
| Débit du comburant                     | (210 litres/s)         |             |
| Pression dans la chambre de combustion | 4,36 MPa               |             |

Le moteur a été utilisé sur :
- La fusée Saturn I : 8 moteurs sur le premier étage S-I ;
- La fusée Saturn IB : 8 moteurs sur le premier étage S-IB.

### Source
- (en) Roger E. Bilstein (NASA), « Stages to Saturn III. Fire, Smoke, and Thunder : The Engines - 4. CONVENTIONAL CRYOGENICS: THE H-1 and F-1 » (consulté le 5 octobre 2009).

- (en) Cet article est partiellement ou en totalité issu de l’article de Wikipédia en anglais intitulé « Rocketdyne H-1 » (voir la liste des auteurs).